# Orstenfaunan

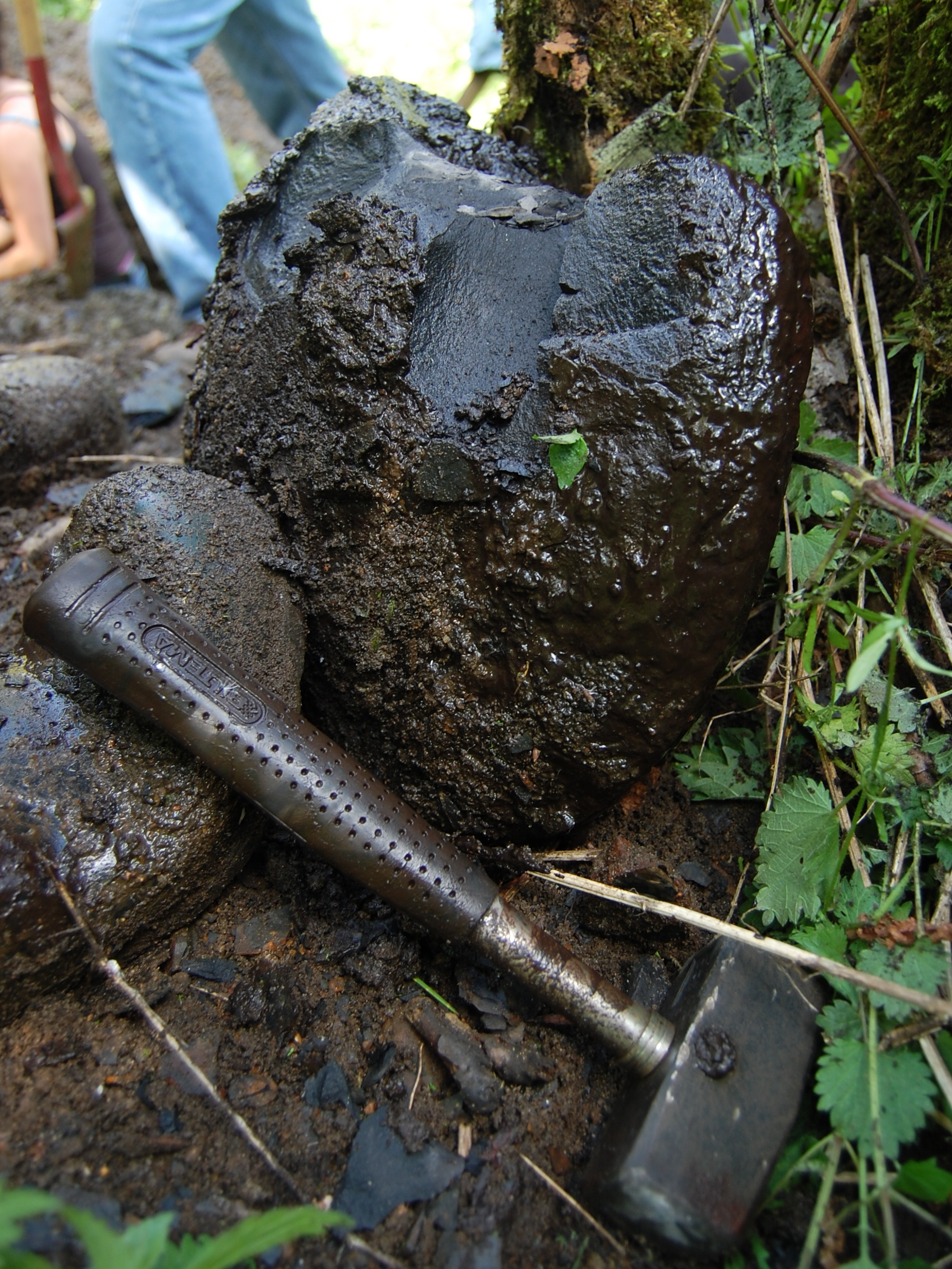
En Orsten från Furongian alunskiffer i Andrarum i södra Sverige.

Orstenfaunan är fossiliserade organismer bevarade i Orsten lagerstätten av kambriska (senmiaolingiska till furongiska) bergarter, särskilt vid Kinnekulle och på Öland i Sverige.
Den första fyndplatsen, som upptäcktes 1975 av Klaus Müller och hans medhjälpare, har bevarat  mjuka organismer och deras larver utmärkt, okomprimerade i tre dimensioner. Fossilerna är fosfatiserade och silicifierade. På det viset har de känsliga kitinösa skalen och mjukdelarna inte påverkats av syror, som verkar på kalkstensknölarna inom vilka fossilerna har överlevt. Syror löser upp kalkstenen och avslöjar mikrofossilerna i en process som kallas "syraetsning". För att återvinna fossilerna har mer än ett och ett halvt ton Orsten-kalksten lösts upp i syra, ursprungligen i ett speciellt utformat laboratorium i Bonn, nyligen flyttat till Ulm. Den olösliga återstoden skannas med elektronmikroskop. Fosforn som krävts för att ersätta organismerna med kalciumfosfat antas härröra från djurspillning.
Orsten-faunan har förbättrat vår förståelse av metazoan fylogeni och evolution, särskilt bland leddjur, delvis tack vare det unika bevarandet av larvstadierna. Orsten-platserna avslöjar den äldsta väldokumenterade bentiska meiofaunan i det fossila källmaterialet. För första gången har fossil hittats av trögkrypare och tydligen fritt levande pentastomider.
De kambriska skikten består av alunskiffer med kalkstensknölar (alunskifferformationen), som tolkas som produkterna av en syrefattig ("dysoxisk") marin bottenvattensmiljö av en möjlig havshylla på 50 –100 meters djup. Botten var rik på organisk detritus och bildade en mjuk lerig zon med flockning i ytskiktet.
Annan bevarande fauna av orsten-typ har hittats i Nevada, östra Kanada, England, Polen, Sibirien, Kina och Northern Territory i Australien.

## Paleobiota
Baserat på data från CORE-webbplatsen.
| Djur               | Djur                                                                               | Djur   | Djur |
| Släkte             | Anteckningar                                                                       | Bilder |      |
| ------------------ | ---------------------------------------------------------------------------------- | ------ | ---- |
| Agnostus           | En agnostid                                                                        |        |      |
| Cambropycnogon     | En havsspindel                                                                     |        |      |
| Cambropachycope    | Ett enögt leddjur med osäkra affiniteter, möjligen placerad i stam- Mandibulata    |        |      |
| Goticaris          | En monokulär leddjur med osäkra affiniteter, möjligen placerad i stam- Mandibulata |        |      |
| Rehbachiella       | Ett kräftdjur                                                                      |        |      |
| Boeckelericambria  | Ett kräftdjur                                                                      |        |      |
| Henningsmoenicaris | Ett bukkräftdjur                                                                   |        |      |
| Martinssonia       | Ett bukkräftdjur                                                                   |        |      |
| Musacaris          | Ett bukkräftdjur                                                                   |        |      |
| Bredocaris         | Ett bukkräftdjur                                                                   |        |      |
| Skara              | Ett bukkräftdjur                                                                   |        |      |
| Sandtorpia         | Ett bukkräftdjur                                                                   |        |      |
| Henningsmoenicaris | Ett bukkräftdjur                                                                   |        |      |
| Walossekia         | Ett bukkräftdjur                                                                   |        |      |
| Aengapentastomum   | Ett tungmaskliknanade parasitiskt kräftdjur                                        |        |      |
| Boeckelericambria  | Ett tungmaskliknanade parasitiskt kräftdjur                                        |        |      |
| Heymonsicambria    | Ett tungmaskliknanade parasitiskt kräftdjur                                        |        |      |
| Haffnericambria    | Ett tungmaskliknanade parasitiskt kräftdjur                                        |        |      |
| Oelandocaris       | Ett kräftdjur av stamgrupp eller stamgruppsmandibulat eller megacheiran            |        |      |
| Hesslandona        | En tvåskalig leddjur som tillhör Phosphatocopina                                   |        |      |
| Trapesiliter       | En tvåskalig leddjur som tillhör Phosphatocopina                                   |        |      |
| Waldoria           | En tvåskalig leddjur som tillhör Phosphatocopina                                   |        |      |
| Veldotron          | En tvåskalig leddjur som tillhör Phosphatocopina                                   |        |      |
| Faliter            | En tvåskalig leddjur som tillhör Phosphatocopina                                   |        |      |
| Vestrogothia       | En tvåskalig leddjur som tillhör Phosphatocopina                                   |        |      |
| Orstenotubulus     | En lobopodier                                                                      |        |      |

### Orsten-typ fauna som hittas på annat håll
| Djur                | Djur                                                    | Djur   | Djur |
| Släkte              | Anteckningar                                            | Bilder |      |
| ------------------- | ------------------------------------------------------- | ------ | ---- |
| Skara               | Ytterligare två arter kända från Polen och Kina         |        |      |
| Heymonsicambria     | Ytterligare en art känd från Ordovicium i Kanada        |        |      |
| Vestrogothia        | Ytterligare två arter kända från Kina                   |        |      |
| Markuelia           | En möjlig medlem av Cycloneuralia, känd från Australien |        |      |
| Shergoldana         | En möjlig medlem av Cycloneuralia, känd från Australien |        |      |
| Orstenoloricus      | En loriciferanlarv från Australien                      |        |      |
| Cambrocaris         | Ett kräftdjur, endast känt från Polen                   |        |      |
| Namnlös trögkrypare | Endast känd från Sibirien                               |        |      |
| Wujicaris           | Ett bukkräftdjur känt från Kina                         |        |      |
| Yicaris             | Ett bukkräftdjur känt från Kina                         |        |      |
| Dabashanella        | En medlem av Phosphatocopina från Kina                  |        |      |
| Klausmuelleria      | En medlem av Phosphatocopina från England               |        |      |